# 아마존 루나
아마존 루나(Amazon Luna)는 아마존이 개발하고 운영하는 클라우드 게임 플랫폼이다. 루나는 2020년 9월 24일 발표되었으며 2020년 10월 20일 기점으로 초대를 받은 구독자들은 얼리 액세스가 가능하였다. 얼리 액세스 상태에서 아마존 루나는 약 100개의 각기 다른 게임들을 갖추게 되며, 도입 비용은 매월 $5.99로, AWS의 지원을 받는다. 루나는 트위치와 연동되며 런칭 시점으로 윈도우, 맥, 아마존 파이어 TV, iOS(프로그레시브 웹 앱)를 지원하며 안드로이드도 지원한다.
아마존은 유비소프트와 파트너십을 맺고 루나 독점 게이밍 채널을 만들었으며 루나 구독자에게 유비소프트가 출시하는 당일 유비소프트의 타이틀을 루나 구독자들에게 제공하게 된다. 유비소프트+ (베타) 채널의 비용은 월별로 추가적인 $14.99가 소요된다.
루나의 얼리 액세스는 현재 미국 내 구독자들에게만 한정적으로 제공되며 국제적인 출시는 아직 확정되지 않은 상태이다.
아마존의 경쟁자로는 스테이디어, 엑스박스 클라우드 게이밍, 플레이스테이션 나우, 지포스 나우 등이 있다.

## 컨트롤러
루나 컨트롤러는 $49.99에 선택적 액세서리로 판매된다. 단일색(블랙)으로 출시되며 듀얼 아날로그 스틱, 십자 패드, 2세트의 숄더 버튼, 4개의 메인 A/B/X/Y 페이스 버튼, 4개의 기타 페이스 버튼을 갖추고 있다. 아마존 알렉사 지원을 위한 마이크가 내장되어 있다. 이 컨트롤러는 와이파이, 블루투스, USB-C 케이블로 연결이 가능하다.